# Фирлей, Анджей
Анджей Фирлей (ок. 1572—1609) — государственный деятель Речи Посполитой, каштелян малогощский (1589—1590) и радомский (1591—1609), староста ковельский (1590—1609).

## Биография
Представитель польского дворянского рода Фирлеев герба «Леварт». Сын маршалка великого коронного и воеводы краковского Яна Фирлея (1521—1574) и Софии Бонер. Братья — подскарбий великий коронный Ян, воевода краковский Николай, воевода любельский Пётр, архиепископ гнезненский и примас Польши Генрик.
Активист реформации и активный сторонник протестантизма. В 1589 году Анджей Фирлей был назначен каштеляном малогощским, а в следующем году получил звание каштеляна радомского и старосты ковельского.
Был дважды женат. В 1584/1585 году первым браком женился на Барбаре Козинской (ум. 1591), вдове князя Ежи Збаражского (ум. 1580), от брака с которой имел трёх дочерей и двух сыновей:
- София Фирлей, жена Яна Кашовского
- Анна Фирлей, жена с 1613 года воеводы пернавского и венденского Иоахима Тарновского (ок. 1571 — ок. 1652)
- Барбара Фирлей, жена Мартина Чурило
- Ян Фирлей (ум. 1635/1645), староста смидинский
- Анджей Фирлей (ок. 1586—1649), ротмистр королевский (1611), каштелян белзский (1640—1649), воевода сандомирский (1649).

В 1592 году вторично женился на Марианне Лещинской (1574—1642), дочери воеводы брест-куявского Рафаила Лещинского (1526—1592) и Анны Коржбок, от брака с которой детей не оставил.
После смерти своего мужа Марианна Лещинская вторично вышла замуж за воеводу волынского, князя Януша Заславского (1560—1629).